# Рибераль

Местоположение на карте департамента

Рибераль (фр. Ribéral) — естественная область и северно-западная часть исторического района Каталонии Руссильон, который сейчас находится на территории современного французского департамента Восточные Пиренеи.

## Список коммун
- Bouleternère
- Corbère
- Corbère-les-Cabanes
- Ille-sur-Têt
- Néfiach
- Millas
- Saint-Féliu-d’Amont
- Saint-Féliu-d’Avall
- Corneilla-la-Rivière
- Pézilla-la-Rivière
- Villeneuve-la-Rivière
- Le Soler
- Baho